# Lanfiala
Lanfiala is een gemeente (commune) in de regio Ségou in Mali. De gemeente telt 9400 inwoners (2009).